# 3103 Eger
3103 Eger là một tiểu hành tinh Apollo và tiểu hành tinh bay qua Sao Hỏa được phát hiện năm 1982, bởi Miklós Lovas. Nó được đặt theo thành phố Eger, Hungary.